# Circus Noël (film)
Circus Noël is een Nederlandse familiefilm uit 2019 geregisseerd door Dennis Bots. De film is een vervolg op de gelijknamige televisieserie van AVROTROS en ging op 17 april 2019 in première.

## Verhaal
De film volgt het jonge meisje Karo die besluit van haar huis weg te lopen omdat haar ruziënde ouders willen gaan scheiden. Ze besluit om met haar circusvrienden Victor en Tonie van Circus Noël mee te gaan reizen. Het circus mag onverwachts meedoen aan het belangrijke circusfestival Cultura Nova. Als er onderweg mysterieuze dingen gebeuren komt het circus hun deelname aan het festival in gevaar en dreigt Karo haar nieuwe circusfamilie te verliezen. 
Karo, Victor en Tonie moeten alles op alles zetten om Circus Noël te redden, ook al wordt hiermee hun vriendschap op de proef gesteld.

## Rolverdeling
| acteur                 | personage               |
| ---------------------- | ----------------------- |
| Luna Wijnands          | Karo                    |
| Tommy van Lent         | Tonie                   |
| Samuel Beau Reurekas   | Victor                  |
| Rein Hofman            | Pedro                   |
| Tygo Gernandt          | Diony                   |
| Steye van Dam          | Ben                     |
| Karlo Severdija        | Iwan                    |
| Rick Paul van Mulligen | clown Maaiko            |
| Francesca Pichel       | Maria                   |
| Rosa Reuten            | Christina               |
| Ellis van den Brink    | oma Canelli             |
| Jacques d'Ancona       | jurywoordvoerder        |
| Henny Nijhuis          | vrouw van de snoepkraam |
| Nick Vorsselman        | circusmedewerker        |

## Achtergrond
In het najaar van 2017 werd een gelijknamige televisieserie uitgezonden door AVROTROS, omdat de reacties op de serie positief waren werd besloten deze vervolgfilm te maken. De film werd geregisseerd door Dennis Bots en geschreven door Anjali Taneja en Karin van Holst Pellekaan. De muziek van de film werd verzorgd door Laurens Goedhart en Fons Merkies. Opnames van de film vonden hoofdzakelijk in Heerlen plaats.
Voor de film keerde meerdere acteurs uit de televisieserie terug om hun rol te hernemen, waaronder Tommy van Lent, Rick Paul van Mulligen, Rosa Reuten en Steye van Dam. Acteur Patrick Stoof keerde niet terug voor zijn rol en werd vervangen door Rein Hofman.
Circus Noël ging op 17 april 2019 in première.